# Romnalda
Romnalda is een geslacht uit de aspergefamilie. De soorten komen voor in Australië en Papoea-Nieuw-Guinea.

## Soorten
- Romnalda grallata
- Romnalda ophiopogonoides
- Romnalda papuana
- Romnalda strobilacea